# Luigi Veronesi
Luigi Veronesi (Milán, 28 de mayo de 1908 - Milán, 25 de febrero de 1998) es un fotógrafo, pintor, escenógrafo y director de cine italiano.

## Biografía
Luigi Veronesi empezó su actividad artística durante la década de 1920 cursando estudios de diseñador de textiles, y practicando la fotografía. Fue introducido por Raffaelle Giolli en un grupo de intelectuales italianos asociados con la revista Poligono. A los veinte años se interesó por la pintura y tomó cursos con el pintor napolitano Carmelo Violante, entonces profesor en la Accademia Carrara de Bergamo (Italia). En 1932 viajó por París y encontró a Fernand Léger. Sus primeras obras fueron presentadas en la galería del Milione en Milán. Estas obras aún eran de tipo figurativo. En sequida, Veronesi empezó sus pesquisas en el ámbito del arte abstracto. En 1934, junto con el artista alemán Joseph Albers, tuvo una muestra de obras xilogáficas en la galería del Milione. En el mismo año se adhirió al grupo Abstracción-Creación (Abstraction-Création) en París, experimentó el constructivismo y se adhirió al método del Bauhaus alemán. Participó en la primera exposición colectiva de arte abstracto de Italia, el 4 de marzo de 1935 en el estudio de los pintores Felice Casorati y Enrico Paolucci en Turín, junto con los artistas Oreste Bogliardi, Cristoforo De Amicis, Ezio D'Errico, Lucio Fontana, Virginio Ghiringhelli, Osvaldo Licini, Fausto Melotti, Mauro Reggiani y Atanasio Soldati, quienes firmaron el "Manifiesto de la Primera Muestra Colectiva de Arte Abstracto Italiano". Al año siguiente Veronesi fue el ilustrador del libro de geometría de Leonardo Sinisgalli. Participó en la Trienal de Milán (Trienale di Milano) en 1936. En el mismo año participó en una muestra de arte abstracto en la ciudad de Como (Italia) con los artistas Lucio Fontana, Virginio Ghiringhelli, Osvaldo Licini, Alberto Magnelli, Fausto Melotti, Enrico Prampolini, Mario Radice, Mauro Reggiani, Manlio Rho y Atanasio Soldati. El catálogo contiene una presentación escrita por Alberto Sartoris. En 1939 tuvo una muestra personal en la Gallerie L'Equipe en París.
Veronesi fue también muy activo en el teatro y luego en el cinema con seis filmes experimentales y abstractos realizados entre 1938 y 1980. Participó en la muestra nacional de escenografía de Roma en 1938. En 1942 realizó la escenografía de la ópera en tres actos Minnie la cándida de Riccardo Malipiero. Trabajó como escenógrafo con Giorgio Strehler, el fundador del Piccolo Teatro de Milán, desde la década de 1940, en particular para obras de Luigi Pirandello, y luego realizó varias escenografías para la Scala de Milán, hasta el final de la década de 1980.
Después de la Segunda Guerra Mundial fue cofundador del Grupo fotográfico «La Bussola». Participó en la exhibición Arte astratta arte concreta (arte abstracto arte concreto) en el Palacio Real de Milán (Palazzo Reale) en 1947, y se adhirió al Movimento Arte Concreta (M.A.C.) en Milán en 1949. Trabajó durante varios años como diseñador gráfico y publicitario y trabajó con revistas italianas como Campografico y Ferrania.
Desde 1963 hasta 1979 enseñó el arte gráfico en el Curso superior de diseño industrial de Venecia y luego fue profesor de cromatología en la Academia de Bellas Artes de Brera (Milán).
En la década de 1980 las actividades de Veronesi fueron muy variadas. Participó en la muestra sobre el abstraccionismo italiano en el marco de la XXXIII Bienal de Venecia; Participó en el festival de música contemporánea; hizo una exposición personal en Bolzano en 1980 y otra en Pordenone (Italia) en 1984; en 1989 Luigi Veronesi fue el coautor, con Giancarlo Pauletto, de un libro sobre el artista italiano Genesio De Gottardo.
Luigi Veronesi es un artista polivalente y ecléctico que logró sintetizar los corrientes vanguardistas de varias partes de Europa.
En el Civico Museo d'Arte Contemporanea (CIMAC) de Milán se exhiben obras de Luigi Veronesi. En 2010, la muestra Los juguetes de las vanguardias del Museo Picasso de Málaga presentó, entre otras, obras de Luigi Veronesi.

## Exhibiciones retrospectivas
- Palacio Real de Milán (Palazzo Reale di Milano)
- Institut Matildenhöhe, Darmstadt
- Sprengler Museum, Hanover
- Stiftung für konstruktive und konkrete Kunst, Zúrich
- Museo Picasso, Málaga (muestra Los juguetes de los vanguardas 4.10.2010 - 30.1.2011)